# Anita Wachter
Anita Wachter (verheiratete Anita Wachter-Salzgeber; * 12. Februar 1967 in Schruns, Vorarlberg) ist eine ehemalige österreichische Skirennläuferin. Sie gehört zu den erfolgreichsten Athletinnen des ÖSV der späten 1980er und der 1990er Jahre. Wachter, ein Mitglied des Wintersportvereins Tschagguns, fuhr während 16 Jahren Rennen im Skiweltcup und gewann 19 Rennen, wobei sie vor allem in der Disziplin Riesenslalom erfolgreich war. Ihre größten Erfolge waren der Olympiasieg 1988 in der Kombination und der Gewinn der Gesamtweltcupwertung in der Saison 1992/93. Dazu kommen zwei Juniorenweltmeistertitel, zwei Silbermedaillen bei Olympischen Spielen sowie zwei Silber- und drei Bronzemedaillen bei Weltmeisterschaften.

## Werdegang
Nach vier Jahren Skihauptschule in Schruns besuchte Anita Wachter die Skihandelsschule in Stams. 1982 siegte sie beim Trofeo Topolino. 1983 wurde sie in den ÖSV-Kader aufgenommen und im Jahr darauf bestritt sie nach einer Siegesserie im Europacup ihre ersten Weltcuprennen. Im März 1985 gewann sie die Goldmedaille im Riesenslalom und im Slalom bei den Juniorenweltmeisterschaften in Jasná.
Ihre ersten Weltmeisterschaften 1987 in Crans-Montana verliefen nicht wunschgemäß. Sie wurde zwar Kombinations-Fünfte, aber vor dem Start zum Super-G vom 3. Februar kam sie unverschuldet zu Sturz, als ihr ein soeben demontiertes Sicherheitsnetz vor die Beine rutschte, wobei sie an beiden Beinen eine Schuhrandprellung erlitt. So reichte es im Rennen nur zu Rang 17. Bis zu dem nur zwei Tage später stattfindenden Riesentorlauf war die Verletzung doch zu stark, so dass sie nicht antreten konnte.

### Erster Weltcupsieg 1987 und Olympiagold in Calgary 1988
Am 30. November 1987 feierte Wachter ihren ersten Weltcupsieg im Slalom von Courmayeur, wobei sie erst auf Grund eines nicht entsprechenden Resultats von Ingrid Salvenmoser nachnominiert worden war.
Am 21. Februar 1988 wurde sie in einer sehr knappen Entscheidung (Differenz auf die Zweitplatzierte Brigitte Oertli 0,23 Punkte) in Calgary Olympiasiegerin in der Kombination.
In der Saison 1989/90 holte sich Wachter den Riesenslalom-Weltcup und belegte den zweiten Rang im Gesamtweltcup, wobei ihr mit dem am 3. Dezember 1989 beim Riesenslalom von Vail erzielten Sieg überhaupt der erste Erfolg für die österreichischen Damen in dieser Disziplin seit dem Sieg von Annemarie Moser-Pröll in Arosa vom 17. März 1978 gelang. Bei den Skiweltmeisterschaften in Saalbach-Hinterglemm 1991 erreichte sie im Super-G die Bronzemedaille. Im Februar 1992 gewann sie Silber im Riesenslalom und in der Kombination bei den Olympischen Winterspielen in Albertville.

### Gesamt-Weltcupsieg 1992/93
1992/93 war Wachters erfolgreichste Saison. Sie sicherte sich den Gesamtweltcupsieg sowie eine Silbermedaille im Riesenslalom und eine Bronzemedaille in der Kombination bei den Skiweltmeisterschaften in Morioka. Dadurch wurde sie als Österreichische Sportlerin des Jahres geehrt.
In der Saison 1993/94 gewann sie mit drei Siegen zum zweiten Mal den Riesenslalom-Weltcup, doch bei den Olympischen Winterspielen in Lillehammer blieb ihr als Mitfavoritin im Riesentorlauf nur Rang vier, wobei sie, etwas erkältet, nach dem ersten Lauf noch auf Rang drei gelegen war. 1996 sicherte sie sich wieder eine Silbermedaille in der Kombination bei den Skiweltmeisterschaften in der Sierra Nevada. Bei den Skiweltmeisterschaften in Sestriere reichte es im Riesentorlauf erneut nur zum vierten Rang (wiederum als Dritte des ersten Laufs). In der Saison 1996/97 erzielte Wachter vier zweite Plätze im Riesentorlauf.
Am 24. Jänner 1998 stürzte Wachter beim Super-G in Cortina schwer und riss sich dabei das Kreuzband und sämtliche andere Bänder im rechten Knie. Ihr Karriereende schien gekommen zu sein, doch sie schaffte 1999 mit vier Riesenslalomsiegen ein beeindruckendes Comeback und erreichte Platz zwei in der Disziplinenwertung. Dazu kam noch eine Bronzemedaille im Riesenslalom bei den Skiweltmeisterschaften in Vail. Außerhalb ihrer sportlichen Aktivitäten hatte Anita Wachter 1999 einen Gastauftritt in der Tatort-Folge Absolute Diskretion.
In der Saison 1999/2000 gewann Wachter den Riesenslalom in Lienz und wurde Dritte im Riesenslalom-Weltcup.
Sie war 1999 in Lienz im Alter von 32 Jahren and 319 Tagen die bis dahin älteste Weltcup-Siegerin in einem Riesenslalom.
In der darauf folgenden Saison konnte sie nicht mehr an diese Erfolge anschließen und beendete ihre Karriere nach den Skiweltmeisterschaften in St. Anton am Arlberg 2001, wo sie im Riesenslalom ausschied und ihre letzte Chance auf einen Weltmeistertitel vergab.

### Privates
Anita Wachter lebt mit ihrem Mann, dem ehemaligen Skirennläufer Rainer Salzgeber (* 1967) in einem Haus auf einem Grundstück, das sie anlässlich ihres Olympiasieges in Calgary von der Gemeinde Bartholomäberg geschenkt bekam.
Die beiden haben zwei Töchter. Ihre Tochter Amanda Salzgeber (* 2002) siegte für Österreich bei den Olympischen Jugend-Winterspielen 2020 in der Alpinen Kombination. Die Tochter Angelina (* 2004) gewann ebenfalls schon ein Fis-Skirennen.

## Erfolge

### Olympische Spiele
- Calgary 1988: 1. Kombination, 5. Super-G, 7. Riesenslalom
- Albertville 1992: 2. Riesenslalom, 2. Kombination, 9. Super-G
- Lillehammer 1994: 4. Riesenslalom, 9. Super-G

### Weltmeisterschaften
- Bormio 1985: 17. Riesenslalom
- Crans-Montana 1987: 5. Kombination, 17. Super-G
- Vail 1989: 5. Kombination, 9. Super-G, 13. Riesenslalom
- Saalbach-Hinterglemm 1991: 3. Super-G, 11. Riesenslalom, 12. Slalom
- Morioka 1993: 2. Riesenslalom, 3. Kombination, 6. Super-G
- Sierra Nevada 1996: 2. Kombination, 4. Riesenslalom, 16. Super-G
- Sestriere 1997: 4. Riesenslalom, 10. Kombination, 22. Slalom
- Vail/Beaver Creek 1999: 3. Riesenslalom, 9. Slalom

### Weltcupwertungen
Anita Wachter hat einmal den Gesamtweltcup gewonnen, dazu zweimal die Disziplinenwertung im Riesenslalom.
| Saison  | Gesamt | Gesamt | Abfahrt | Abfahrt | Super-G | Super-G | Riesenslalom | Riesenslalom | Slalom | Slalom | Kombination | Kombination |
| Saison  | Platz  | Punkte | Platz   | Punkte  | Platz   | Punkte  | Platz        | Punkte       | Platz  | Punkte | Platz       | Punkte      |
| ------- | ------ | ------ | ------- | ------- | ------- | ------- | ------------ | ------------ | ------ | ------ | ----------- | ----------- |
| 1984/85 | 89.    | 1      | –       | –       | –       | –       | 44.          | 1            | –      | –      | –           | -           |
| 1985/86 | 17.    | 91     | –       | –       | 7.      | 30      | 8.           | 43           | 40.    | 2      | 15.         | 18          |
| 1986/87 | 14.    | 107    | 23.     | 12      | 5.      | 47      | 21.          | 12           | 14.    | 37     | –           | -           |
| 1987/88 | 3.     | 211    | 28.     | 8       | 11.     | 22      | 4.           | 74           | 3.     | 75     | 2.          | 32          |
| 1988/89 | 5.     | 157    | –       | –       | 3.      | 56      | 5.           | 59           | 7.     | 42     | –           | -           |
| 1989/90 | 2.     | 300    | –       | –       | 8.      | 43      | 1.           | 133          | 5.     | 89     | 1.          | 35          |
| 1990/91 | 6.     | 142    | –       | –       | 11.     | 23      | 2.           | 79           | 14.    | 28     | 9.          | 12          |
| 1991/92 | 12.    | 564    | 52.     | 6       | 27.     | 64      | 9.           | 225          | 15.    | 163    | 3.          | 106         |
| 1992/93 | 1.     | 1286   | 19.     | 155     | 4.      | 313     | 2.           | 396          | 4.     | 272    | 1.          | 150         |
| 1993/94 | 4.     | 1057   | –       | –       | 9.      | 157     | 1.           | 635          | 9.     | 215    | 7.          | 50          |
| 1994/95 | 8.     | 593    | 31.     | 54      | 14.     | 128     | 7.           | 295          | 16.    | 116    | –           | -           |
| 1995/96 | 3.     | 1044   | 17.     | 102     | 8.      | 221     | 3.           | 371          | 9.     | 250    | 1.          | 100         |
| 1996/97 | 7.     | 741    | 32.     | 31      | 24.     | 81      | 3.           | 378          | 11.    | 191    | 3.          | 60          |
| 1997/98 | 27.    | 274    | –       | –       | 39.     | 19      | 15.          | 132          | 27.    | 58     | 12.         | 45          |
| 1998/99 | 8.     | 756    | –       | –       | –       | –       | 2.           | 636          | 18.    | 120    | –           | -           |
| 1999/00 | 16.    | 546    | –       | –       | –       | –       | 3.           | 470          | 26.    | 76     | –           | -           |
| 2000/01 | 51.    | 118    | –       | –       | –       | –       | 29.          | 59           | 26.    | 59     | –           | -           |

### Weltcupsiege
Insgesamt: 19 Weltcupsiege (14 × Riesenslalom, 2 × Super-G, 2 × Kombination und 1 × Slalom). Darüber hinaus 32-mal Zweite und 24-mal Dritte.
| Datum             | Ort                  | Land        | Disziplin    |
| ----------------- | -------------------- | ----------- | ------------ |
| 30. November 1987 | Courmayeur           | Italien     | Slalom       |
| 9. August 1989    | Las Leñas            | Argentinien | Super-G      |
| 3. Dezember 1989  | Vail                 | USA         | Riesenslalom |
| 10. Februar 1991  | Zwiesel              | Deutschland | Riesenslalom |
| 5. Dezember 1992  | Steamboat Springs    | USA         | Riesenslalom |
| 17. Jänner 1993   | Cortina d’Ampezzo    | Italien     | Kombination  |
| 31. Oktober 1993  | Sölden               | Österreich  | Riesenslalom |
| 26. November 1993 | Santa Caterina       | Italien     | Riesenslalom |
| 16. Jänner 1994   | Cortina d’Ampezzo    | Italien     | Riesenslalom |
| 7. Jänner 1995    | Haus im Ennstal      | Österreich  | Super-G      |
| 23. Jänner 1995   | Cortina d’Ampezzo    | Italien     | Riesenslalom |
| 18. Februar 1995  | Åre                  | Schweden    | Riesenslalom |
| 17. Dezember 1995 | St. Anton am Arlberg | Österreich  | Kombination  |
| 21. Jänner 1996   | Cortina d’Ampezzo    | Italien     | Riesenslalom |
| 27. Dezember 1998 | Semmering            | Österreich  | Riesenslalom |
| 2. Jänner 1999    | Maribor              | Slowenien   | Riesenslalom |
| 24. Februar 1999  | Åre                  | Schweden    | Riesenslalom |
| 13. März 1999     | Sierra Nevada        | Spanien     | Riesenslalom |
| 28. Dezember 1999 | Lienz                | Österreich  | Riesenslalom |

### Europacup
- Saison 1983/84: 1. Gesamtwertung, 1. Riesenslalomwertung, 2. Slalomwertung
- 5 Siege, 5 × Zweite, 4 × Dritte

### Juniorenweltmeisterschaften
- Sugarloaf 1984: 5. Riesenslalom
- Jasná 1985: 1. Slalom, 1. Riesenslalom, 2. Kombination, 9. Abfahrt

### Österreichische Meisterschaften
Anita Wacher ist sechsfache Österreichische Staatsmeisterin:
- Riesenslalom (3): 1990, 1994, 1997
- Slalom (2): 1986, 1994
- Kombination (1): 1985

## Auszeichnungen
- Goldenes Ehrenzeichen für Verdienste um die Republik Österreich 1992
- Österreichische Sportlerin des Jahres 1993